# Фаба (Арьеж)
Фаба́ (фр. Fabas, окс. Havars) — коммуна во Франции, находится в регионе Юг — Пиренеи. Департамент коммуны — Арьеж. Входит в состав кантона Сент-Круа-Вольвестр. Округ коммуны — Сен-Жирон.
Код INSEE коммуны — 09120.

## Население
Население коммуны на 2008 год составляло 319 человек.
| 1962 | 1968 | 1975 | 1982 | 1990 | 1999 | 2008 |
| ---- | ---- | ---- | ---- | ---- | ---- | ---- |
| 215  | 268  | 310  | 336  | 327  | 306  | 319  |

## Экономика
В 2007 году среди 161 человека в трудоспособном возрасте (15—64 лет) 97 были экономически активными, 64 — неактивными (показатель активности — 60,2 %, в 1999 году было 60,7 %). Из 97 активных работали 80 человек (42 мужчины и 38 женщин), безработных было 17 (7 мужчин и 10 женщин). Среди 64 неактивных 14 человек были учениками или студентами, 30 — пенсионерами, 20 были неактивными по другим причинам.

## Достопримечательности
- Зоопарк, в котором содержится более 300 животных